# 珍妮林德 (加利福尼亞州)
珍妮林德（英語：Jenny Lind）是位於美國加利福尼亞州卡拉韋拉斯縣的一個非建制地區。該地的面積和人口皆未知。

## 地理
珍妮林德的座標為38°06′00″N 120°52′00″W / 38.10000°N 120.86667°W，而該地的平均海拔高度為77米（即253英尺）。